# Tony Warren

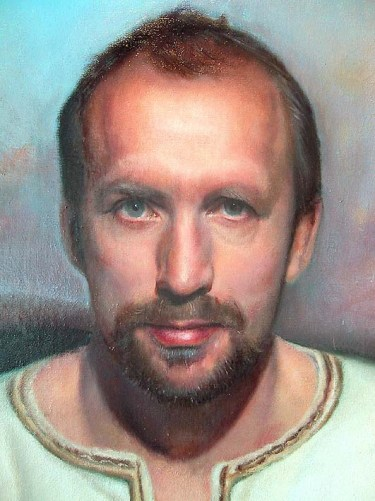
Stone Face. Detalj från konstverket "The body and the wing".

Tony Warren, född i Düsseldorf 1961, är en målare med svenskt och amerikanskt medborgarskap. Warren växte upp i Sverige men har under många år rest och bott i USA, Asien och Europa. Tony Warren har studerat klassiskt måleri under fyra år vid ”School of Representational Art” i Chicago, USA.

Tony Warren utför sina konstverk med skiktmåleri i klassisk teknik. Motiven är främst tidlösa figurativa målningar med porträttmåleriets form, men även psykologiskt inträngande porträtt och stilleben.
Genom att förena det klassiska måleriet med det moderna från 1900-talet skapar Tony Warren ett beskrivande måleri med det bästa från två världar.